# Grčki prefiksi
| Prefiks                            | Značenje              | Primjeri |
| ---------------------------------- | --------------------- | --- |
| α- (a), αν- (an)                   | ne, bez               | anestezija [αν (an) -bez + αισθησις (aesthēsis) -osjećaja], anonimno [αν (an) -bez + ονυμα (onyma) -ime] |
| αμφι- (amfi)                       | s obje strane         | amfora [αμφι (amphi) -s obje strane + φορος (foros) -koji nosi], amfiteatar [αμφι (amfi) - s obje strane + θεατρον (theatron) - mjesto za gledanje od θεαομαι (theaomai) - promatrati] |
| ανα- (ana)                         | prema gore            | anafora [ανα (ana) -prema gore + φορος (foros) -koji nosi] |
| αντι- (anti)                       | protiv                | |
| απο- (apo)                         | od                    | apostrof [απο (apo) -od + στρεφω (strefō) -okrećem], apokalipsa [απο (apo) -od + καλυψις (kalypsis) -pokrivanje], apostol [απο (apo) -od + στολος (stolos) -onaj koji je poslan (odaslanik] |
| δια- (dia)                         | kroz                  | dijagnoza [δια (dia) -kroz, odvojeno + γνωσις (gnōsis) -znanje], dijalekt [δια (dia) -kroz, odvojeno + λεγω (legō) -govorim], dijalog [δια (dia) -kroz + λογος (logos) -govor] |
| δις (dis), δι- (di)                | dvostruko             | |
| εις (eis)                          | u (kretanje u objekt) | |
| εκ- (ek)                           | iz                    | eklipsa [εκ (ek) -iz + λειψις (leipsis) -ostavljanje, λειπω (leipō) -ostavljam] |
| εν- (en), εμ- (em)                 | u                     | energija [εν (en) -u + εργον (ergon) -rad], enzim [εν (en) - u + ζυμη (zymē) - vrenje] |
| επι- (epi)                         | na                    | epidemija [επι (epi) -na + δημος (dēmos) -ljudi], epilepsija [επι (epi) -na + ληψις (lēpsis) -uzimanje od λαμβανω (lambanō) -uzimam] |
| 'υπερ- (hyper)                     | nad, iznad            | |
| 'υπο- (hypo)                       | pod, ispod            | hipoteza ['υπο (hypo) -pod, ispod + τιθημι (tithēmi) -stavljam] |
| κατα- (kata)                       | dolje                 | katastrofa [κατα (kata) -dolje + στρεφω (strefō) -okrećem], kataklizma [κατακλυσμος (kataklysmos) - poplava [κατα (kata) - dolje, protiv + κλυζω (klyzo) - ispirem, otplavljujem], katapult [κατα (kata) - dolje, protiv + παλλω (pallo) - njišem, ljuljam]                                                               |
| μετα- (meta)                       | poslije, iza          | metoda [μετα (meta) - poslije + 'οδος (hodos) - put] |
| παρα- (para)                       | pokraj                | paradoks [παρα (para) -pokraj + δοξα (doksa) -mišljenje], parazit [παρα (para) -pokraj + σιτος (sitos) -hrana], paradigma [παραδειγμα (paradeigma) - model, plan, primjer [παρα (para) - pokraj + δεικνυμι (deiknymi) - pokazujem], paralela [παρα (para) -pokraj + αλληλος (allēlos) - drugoga od αλλος (allos) - drugi] |
| περι- (peri)                       | okolo                 | period [περι (peri) -oko + 'οδος (hodos) -put], periferija [περι (peri) - oko, okolo + φερω (fero) - nosim], peristil [περι (peri) - oko, okolo + στυλος (stylos) - stup] |
| προ- (pro)                         | ispred, pred          | program [προ (pro) -pred + γραμμα (gramma) -pisanje], prognoza [προ (pro) -pred, ranije + γνωσις (gnōsis) -znanje] |
| προς (pros)                        | prema                 | |
| συν- (syn), συμ- (sym), συλ- (syl) | sa, zajedno           | simetrija [συμ (sym) -sa, zajedno + μετρον (metron) -mjera], simfonija [συμ (sym) -sa, zajedno + φωνη (fōnē) -zvuk], simpatija [συμ (sym) -sa, zajedno + παθος (pathos) -patnja], simptom [συμ (sym) -sa, zajedno + πτωμα (ptōma) -pad], sindrom [συν (syn) -sa, zajedno + δρομος (dromos) -smjer, put]                   |

## Poveznice
- Prefiks
- Grecizam
- Latinizam
- Latinski prefiksi
- Hrvatski prefiksi
- Sanskrtski prefiksi
- Grčki jezik
- Gramatika grčkoga jezika